# Liste des aéroports en Inde

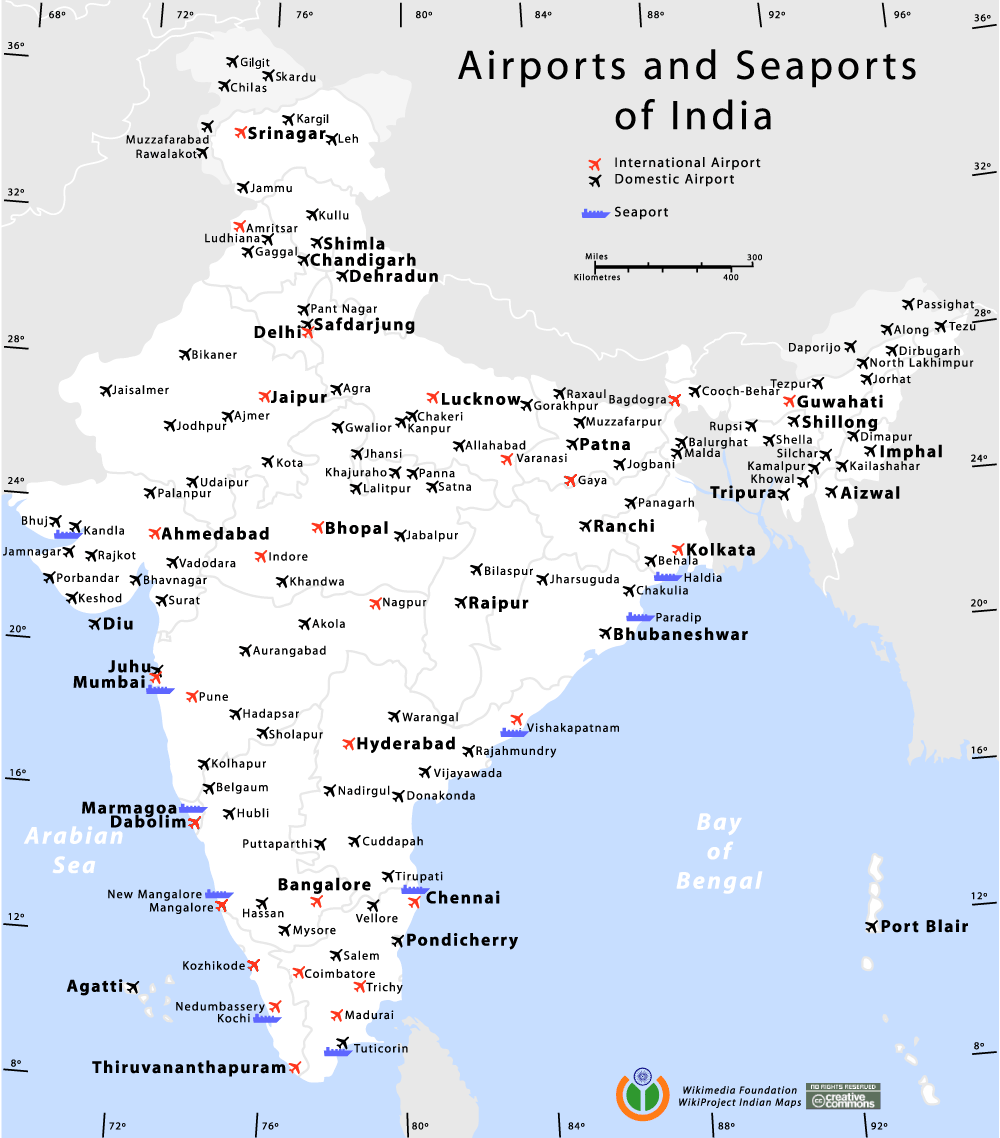
Principaux aéroports d'Inde

Cet article donne une liste des aéroports en Inde, qui disposait en 2007 de 125 aéroports.

## Aéroports internationaux
- Aéroport international Dr. Babasaheb Ambedkar de Nagpur
- Aéroport international de Birsa Munda
- Aéroport international de Calicut
- Aéroport international Chhatrapati-Shivaji
- Aéroport international de Chennai
- Aéroport international de Cochin
- Aéroport international de Coimbatore
- Aéroport international Netaji-Subhash-Chandra-Bose
- Aéroport international de Raja Sansi
- Aéroport international Indira-Gandhi
- Aéroport international Kempegowda
- Aéroport international d'Hyderabad
- Aéroport international de Mangalore
- Aéroport de Pune
- Aéroport international de Trivandrum
- Aéroport international de Goa
- Aéroport international de Trichy
- Aéroport international Sardar Vallabhbhai Patel
- Aéroport international Lokpriya Gopinath Bordoloi

## Autres aéroports
- Aéroport d'Amausi
- Aéroport de Bagdogra
- Aéroport de Jaipur
- Aéroport Kushok-Bakula-Rimpochee
- Aéroport de Lal Bahadur Shastri
- Aéroport de Madurai
- Aéroport de Srinagar
- Aéroport de Visakhapatnam